# Dominique Aegerter

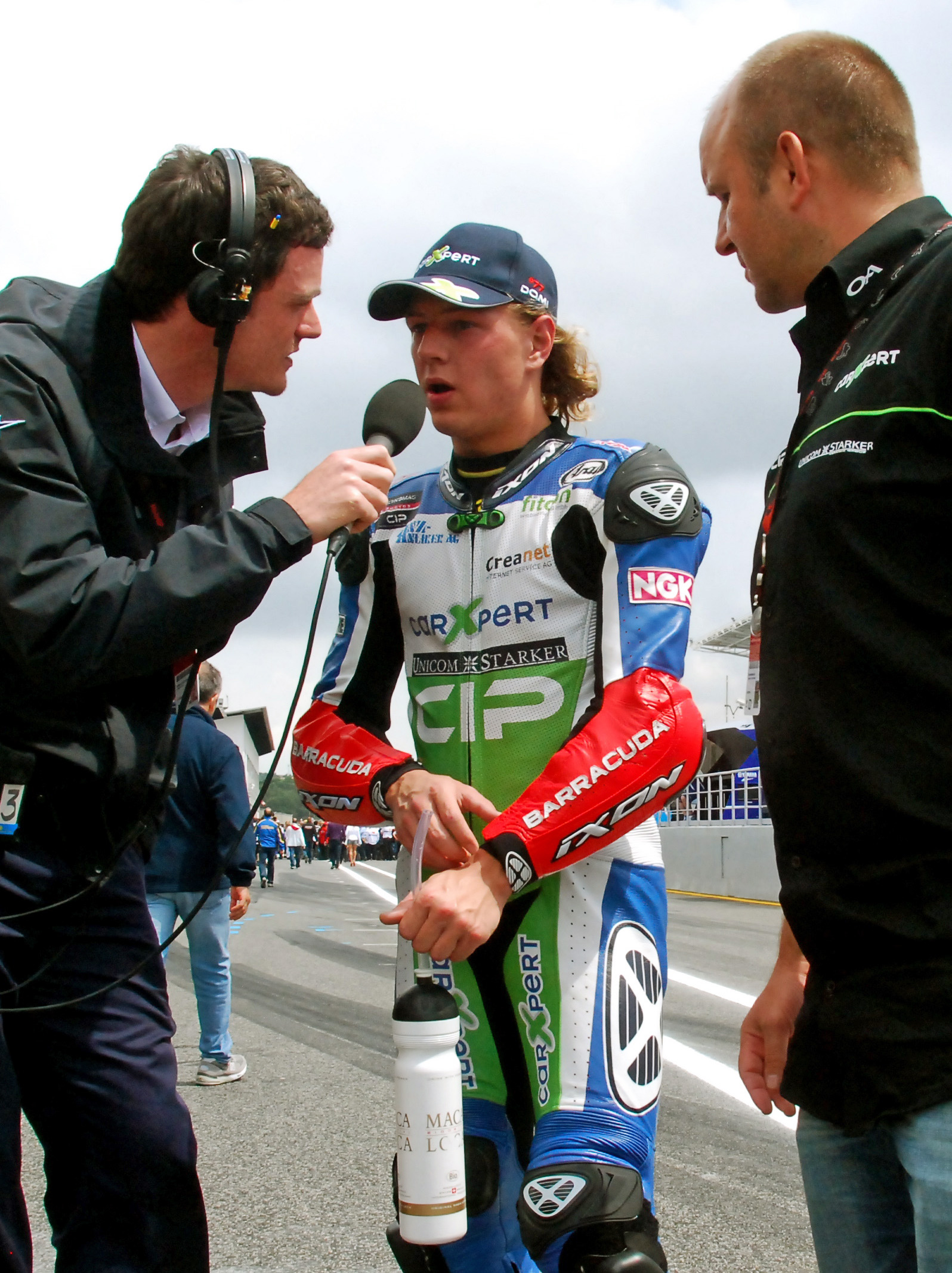
Dominique Aegerter intervjuas på Estorilbanan 2011.

Dominique Aegerter, född 30 september 1990 i Rohrbach, är en schweizisk roadracingförare som tävlar i Supersport-VM och blivit världsmästare i den klassen 2021 och 2022. Aegerter har också tävlat i världsmästerskapen i Grand Prix Roadracing.

## Tävlingskarriär
Aegerter gjorde VM-debut 2006 i 125GP-klassen och körde sin första hela säsong 2007. Sedan säsongen 2010 tävlar han i Moto2-klassen för stallet Technomag. Till 2014 på en motorcykel av fabrikat Suter och därefter Kalex. Aegerters tog sin första Grand Prix-seger 13 juli 2014 då han vann Moto2-klassen vid Tysklands Grand Prix på Sachsenring. Det var också hans första pole position. Aegerter blev femma i VM 2014, precis som 2013.
Aegerter fortsatte i Moto2 2015 men teamet bytte motorcykel från Suter till Kalex. Omställningen blev svår för Aegerter och han presterade sämre än åren innan första halvan av säsongen. Han tog dock en pallplats i Italiens GP innan säsongen tog slut genom en allvarlig olycka i Aragoniens GP. Han blev 17:e i VM 2015. Aegerter fortsätter i Moto2 2016.

## Framskjutna placeringar
Uppdaterad till 2015-12-31.
| Nr | Grand Prix | År   |
| -- | ---------- | ---- |
| 1  | Tyskland   | 2014 |

| Nr | Grand Prix | År   |
| -- | ---------- | ---- |
| 1  | Spanien    | 2014 |

| Nr | Grand Prix   | År   |
| -- | ------------ | ---- |
| 1  | Valencia     | 2011 |
| 2  | TT Assen     | 2013 |
| 3  | Amerika      | 2014 |
| 4  | Indianapolis | 2014 |
| 5  | Italien      | 2015 |